# Pentathlon moderne aux Jeux olympiques d'été de 1992
Navigation
Séoul 1988 Atlanta 1996
Le pentathlon moderne aux Jeux olympiques d'été de 1992 a eu deux classements (tous deux pour les hommes). Une compétition individuelle et une compétition par équipe. Le classement par équipes a été fait en prenant en compte les résultats individuels regroupés par nation. C'est la dernière édition récompensant un classement par équipes.

## Hommes
| Médaille | Noms                  | Pays                        | Points                                                                      |
| -------- | --------------------- | --------------------------- | --------------------------------------------------------------------------- |
| or       | Arkadiusz Skrzypaszek | Pologne                     | 5376 Tir 1120 Escrime 1000 Natation 1252 Equitation 1040 Course à pied 1147 |
| argent   | Attila Mizsér         | Hongrie                     | 5353 Tir 1135 Escrime 898 Natation 1208 Equitation 992 Course à pied 1213   |
| bronze   | Eduard Zenovka        | Équipe unifiée de l’ex-URSS | 5338 Tir 1240 Escrime 830 Natation 1300 Equitation 736 Course à pied 1255   |

## Par équipe
| Médaille | Nation                      | Athlètes                                                | Points |
| -------- | --------------------------- | ------------------------------------------------------- | ------ |
| or       | Pologne                     | Arkadiusz Skrzypaszek Dariusz Gozdziak Maciej Czyżowicz | 16018  |
| argent   | Équipe unifiée de l’ex-URSS | Eduard Zenovka Anatoli Starostine Dmitri Svatkovski     | 15924  |
| bronze   | Italie                      | Roberto Bomprezzi Carlo Massullo Gianluca Tiberti       | 15760  |